# Król Artur: Legenda miecza
Król Artur: Legenda miecza (ang. King Arthur: Legend of the Sword) – amerykański film fantasy z 2017 w reżyserii Guya Ritchiego.

## Fabuła
Król Uther Pendragon i jego żona giną z ręki zdradzieckiego Vortigerna, lecz ich synek, Arthur, przeżywa i dorasta nie wiedząc o swoim pochodzeniu. Dorósłszy popada jednak w konflikt z zabójcą swych rodziców.

## Obsada
- Charlie Hunnam – król Artur
- Jude Law – Vortigern
- Àstrid Bergès-Frisbey – mag
- Djimon Hounsou – sir Bedivere
- Aidan Gillen – Goosefat Bill Wilson
- Eric Bana – Uther Pendragon
- Kingsley Ben-Adir – sir Tristan
- Craig McGinlay – sir Percival
- Tom Wu – sir George

## Odbiór

### Box office
Budżet filmu jest szacowany na 175 milionów dolarów. W Stanach Zjednoczonych i Kanadzie film zarobił ponad 39 mln USD. W innych krajach zyski wyniosły ponad 109, a łączny zysk ponad 148 milionów dolarów.

### Krytyka w mediach
Film spotkał się z negatywną reakcją krytyków. W serwisie Rotten Tomatoes 30% z 260 recenzji jest pozytywne, a średnia ocen wyniosła 4,67/10. Na portalu Metacritic średnia ocen z 45 recenzji wyniosła 41 punktów na 100. Lepsze opinie wyrazili użytkownicy serwisu IMDb, gdzie średnia z 234 tysięcy ocen to 6,7/10